# Antisemitism (utställning)
Antisemitism var en vandringsutställning som skapades genom att kombinera en holländsk och en svensk utställning för att spegla förföljelserna av judar under 2 000 år. Utställningen visades först i Stockholm och blev sedan en mobil utställning som turnerade 1992 till 1993 i Sverige. Producent av den holländska utställningen var Stiftelsen Anne Frank i Amsterdam och den svenska arbetades fram av Planeringsgrupp Anne Frank i Sverige. Vissa modifieringar krävdes för att få Antisemitism att fungera som en vandringsutställning. Den praktiska biten och transporterna blev ett uppdrag för myndigheten Riksutställningar.

## Bakgrund
Stiftelsen Anne Frank, Anne Frank Foundation i Amsterdam, hade redan tidigare producerat en utställning om antisemitiska bilder av judar i ett Europa präglat av kristendom, monterad på 18 dubbelsidiga skärmar. Utställningen sträckte sig från romartiden till den så kallade ”Waldheimaffären” på 1980-talet. Österrikes president Kurt Waldheim anklagades då för att ha varit nazistsympatisör och krigsförbrytare under andra världskriget.
Samtidigt hade Planeringsgrupp Anne Frank i Sverige, genom gruppens ordförande Berthold Kohn, producerat en utställning om antisemitism från 1300-talet till 1990-talet. På Berthold Kohns initiativ togs den holländska utställningen till Sverige och kombinerades med den svenska. Syftet var att visa de båda utställningarna som en enda på Kulturhuset i Stockholm, vilket skedde i slutet av 1991. Därefter arbetades utställningen om för att fungera som vandringsutställning med hjälp av Riksutställningar.

## Tema
Antisemitism – både som stationär och mobil utställning – skildrade antisemitismens historia och bakgrund i Mellaneuropa, men också i Sverige.

Så här hälsades publiken välkommen:
Planeringsgrupp Anne Frank och Riksutställningar hälsar dig välkommen till en tänkvärd utställning. En utställning om antisemitism. Utställningen skall vara en väckarklocka, en illustration till vad intolerans och rashat kan ställa till med. Den skall också vara en påminnelse.

## Produktion
Utställningen hade egentligen två namn. Den hette Antisemitismen genom tiderna när den visades på kulturhuset i Stockholm. Som vandringsutställning fick den det fullständiga namnet Antisemitism – en historisk skildring i ord och bild. Oftast kallades den bara Antisemitism. Målgruppen var till största delen bibliotek och skolor, men även museer, fritidsgårdar och ungdomsorganisationer besöktes.
Antisemitism bestod av följande:
- Den holländska utställningen, producerad av Stiftelsen Anne Frank i Amsterdam, Holland: 9 metallramar med två skärmar i varje: totalt 18 skärmar. Det fanns också en dubbelskärm på en separat ställning.
- Den svenska utställningen, producerad av Planeringsgrupp Anne Frank i Sverige: 4 dubbelskärmar med bild och text på båda sidor.

När Antisemitism åkte på turné i Sverige gjorde den det tillsammans med en introduktionsskärm och en cirka 35 minuter lång videofilm med 3 olika inslag. Boken Antisemitismen. En historisk skildring i ord och bild fungerade som utställningskatalog. Den var utgiven av bokförlaget Natur och kultur i samarbete med Anne Frank-stiftelsen. Till utställningen producerades en tvåfärgsaffisch i A3-format, som kostnadsfritt kunde beställas från Riksutställningar i begränsad upplaga.
Antisemitism fraktades på sina resor genom landet i 4 emballagelådor med en sammanlagd transportvolym av 5,2 kubikmeter och en totalvikt på 595 kilogram.
I samband med turnevisningarna av Antisemitism anlitades ett antal föredragshållare, med olika former av erfarenhet av antisemitism:
- Henrik Bachner, svensk idéhistoriker med inriktning på studier av antisemitism.
- Jacki Jackobowski.
- Leon Gerson.
- Sioma Zubicki, journalist, författare och överlevande från det nazistiska koncentrationslägret Auschwitz.
- Morton Narrowe, amerikansk-svensk rabbin, aktiv inom religionsdialogen mellan judar, kristna och muslimer.
- Dora Heger.
- Theodor Soback.[10]

### Innehållet
Del 1. Stiftelsen Anne Franks utställning 1) Romersk och urkristen tid. 2) Kyrkofäderna och den äldre medeltiden. 3) Korstågstiden. 4) Antijudiska myter. 5) Ekonomiska orsaker till antisemitism. 6) Mot medeltidens slut. 7) Reformationen och motreformationen. 8) Upplysningen och franska revolutionen. 9) Politisk antisemitism på 1800-talet. 10) Rasläran och myten om en judisk sammansvärjning. 11) Den nazistiska antisemitismen. 12) Förberedelser för ”den slutgiltiga lösningen. 13) Utvecklingen i Västeuropa under efterkrigstiden. 14) Antisemitismen och antisionism i arabvärlden. 15) Sovjetunionen och judarna. 16) Förnekande och överslätande av massmordet på judarna. 17) Att komma till rätta med ett svårt förflutet.
Del 2. Antisemitism i Sverige Innehöll bland annat utdrag ur Heliga Birgittas uppenbarelser på 1300-talet, exempel på innehållet i tidningar som Folkets röst och Fäderneslandet på 1800-talet, olika former av flygblad kring sekelskiftet 1800-1900, valaffischer inför Riksdagsval och diskussion om ”rashygien” på 1930-talet, men även motstånd mot judar i modern tid i form av olika aktioner och rörelser.

### Produktionsgruppen
- Anne Frankstiftelsen i Holland (Amsterdam).
- Planeringsgrupp Anne Frank i Sverige.
- Kontaktperson och initiativtagare till att den holländska utställningen kom att ingå i Antisemitism: Bertold Kohn.
- Projektledare: Ulla-Britt Beskow, Riksutställningar.
- Ateljéarbete och konstruktion: Allan Nilsson, Riksutställningar.
- Turnéplanering: Inger Jansson, Riksutställningar.[1]

## Turné
Utställningen Antisemitism – en historisk skildring i ord och bild visades först på Kulturhuset i Stockholm från 1991-10-06 till 1991-12-06. Därefter började en turné, som sträckte sig över åren 1992 och 1993 och ett 20-tal orter i Sverige.
Vandringsutställningen Antisemitism var turnélagd till och med 1993-06-13. En upplösning av utställningen föreslogs från och med 1993-06-30, vilket var en åtgärd som följde planeringen. Skärmmaterialet hanterades på så vis att en holländska delen av utställningen returnerades till Holland. Den svenska delen överlämnades till Berthold Kohn, även den videokassett som ingick i Antisemitism.

### 1992
- Gävle, Gävle stadsbibliotek 2/3-15/3.
- Sandviken, Hammargymnasiet 23/3-12/4.
- Åkersberga, Åkersberga bibliotek 21/4-10/5.
- Eskilstuna, Eskilstuna stadsbibliotek 18/5-8/6.[14]
- Karlskoga, Karlskoga bibliotek 31/8-13/9.
- Helsingborg, Kulturcentrum för barn och ungdom 21/9-4/10.
- Malmö, Stadshuset 12/10-1/11.
- Jönköping, Erik Dahlbergsgymnasiet 9/11-22/11
- Ludvika, Brunnsviks folkhögskola 30/11-31/12.[15]

### 1993
- Långsele, Långsele skola 11/1-24/1.
- Säffle, Sylvénska villan 1/2-14/2.
- Karlstad, Karlstads stadsbibliotek 17/2-3/3.
- Filipstad, Museet Kvarnen 8/3-21/3.
- Hagfors, Hagfors bibliotek 24/3-7/4.
- Borås, Borås stadsbibliotek 19/4-2/5.
- Vetlanda, Vetlanda museum 10/5-23/5.
- Solna, Solna Bibliotek 31/5-13/6.[16]

## Reaktioner
Göteborgs-Posten, 1991-10-05:
Kulturhuset i Stockholm öppnar i dag en internationell utställning om antisemitism. Med hjälp av ett rikt bildmaterial skildras antisemitismens historia i Mellaneuropa och Sverige. I orostider med etniska konflikter och främlingshat är utställningen en uppfordrande signal till motstånd. Frågan är vilket som är mest skrämmande – bilderna från Kristallnatten, från koncentrationslägren eller filmen där den franske högerextremisten Le Pen i september 1987 säger att ”gaskamrarna var bara en detalj i världskrigets historia”. Det mest slående med den internationella utställningen Antisemitism, som sammanställts av Kulturhuset och Bertold Kohn, kontaktman för Anne Frank-stiftelsen, är hur grymt kort vårt historiska minne tycks vara./.../Utställningen beskriver i grymma bilder judarnas historia och sant är att ibland säger en bild mer än tusen ord./.../Bilder från inkvisition, bilder från den framväxande nazismen, en vrålande Hitler, massgravar, boskapsvagnar och ugnar visas. – Det var inte sex miljoner judar som blev mördade, det var en jude som blev mördad sex miljoner gånger, skrev Abel Herzberg. Oroshärdar flammar upp runt om i världen. Sverige skonas ingalunda. På utställningen visas hemska bilder från det rasbiologiska institut som mätte näsor för att vara säkra på den rätta, ariska modellen. Utställningen på Kulturhuset, som åtföljs av en serie måndagsseminarier (Jörgen Weibull, Per Ahlmark, biskop Krister Stendahl, Georg Klein är några av talarna) tydliggör de mekanismer som finns bakom antisemitism och rasism.
Sundsvalls Tidning, 1991-11-01:
Shoah eller nazisternas förintelse av sex miljoner judar. Detta är vad de flesta människor tänker på när de hör ordet antisemitism men judefientlighet fanns redan under antiken och hålls idag vid liv genom nynazistiska organisationers lömska budskap. Historierevisionisterna som påstår att förintelsen är ett påhitt, några gaskamrar fanns inte måste bekämpas. Utställningen ”Antisemitismen genom tiderna” på Kulturhuset i Stockholm gör det genom kunskap om vad förföljelse av ett folk under 2000 år kan åstadkomma – i planscher, filmer och föreläsningar visar de på antisemitismens konsekvenser – judehat till främlingshat – och att det är allas ansvar att historien inte upprepar sig./.../– Judehatet är mänsklighetens största hat, inget hat är så universellt, djupt och permanent som antisemitismen, säger den holländske teologen Hans Jansen från Anne Frank-stiftelsen i Amsterdam och slår fast att judendomen är antisemitismens yttersta orsak. Han har skrivit boken ”Antisemitismen – En historisk skildring i ord och bild” (Natur och kultur) och invigningstalar vid utställningen ”Antisemitismen genom tiderna”/.../
Upsala Nya Tidning, 1991-11-13:
Det bestående intrycket av den nu i Stockholms kulturhus pågående utställningen Antisemitismen genom tiderna är en förnyad och fördjupad insikt i människans natur. Det är en viktig utställning, inte minst som en motvikt mot de gemena tilltagen att söka utradera en ovedersäglig historisk sanning. Dock skulle utställningen ha vunnit på att också redovisa de tider och länder då judarna levde ett normalt medborgerligt liv, skriver Paul Patera./.../Man kan givetvis fråga sig, vad en utställning som denna har för mål och syften. Svaret måste bli: Eftersom vilket ämne som helst kan bli föremål för en utställning, bör också judehatets historia kunna visas på detta sätt. Besökaren får upplysningar och insikter, vilka han/hon kan ta till sig eller ställa sig kritisk till./.../Det negativa med en utställning av detta slag blir att den kan förmedla det felaktiga intrycket att judehatet helt enkelt skulle vara det ”normala” reaktionssättet överallt där judar i större antal existerar eller existerade. Det stämmer inte./.../Hur upplysande en utställning av detta slag än är, så finns där ytterligare en fara. Till sitt omfång och sitt ”tekniska” genomförande är Förintelsen av miljoner europeiska judar förvisso unik. Men det är inte århundradets första eller enda folkmord./.../Det bestående intrycket av utställningen Antisemitismen genom tiderna är en förnyad, en fördjupad insikt i människans natur./.../Vart vi än vänder blicken – överallt ett förintelsekrig av grupper mot grupper./.../Utställningen på Kulturhuset visar vägen från de brinnande bålen till Auschwitz, Maidanek, Sobibor och övriga förintelseläger. Detta är så mycket viktigare som det numera finns ”revisionister”, vilka blankt förnekar att någon nazistisk massutrotning av judar skulle ha förekommit under andra världskriget./.../Man lämnar inte denna utställning om folkhat oberörd./.../
Arbetarbladet, 1992-03-04:
I går öppnade en utställning om antisemitism på biblioteket i Gävle. Fram till 15 mars är utställningen öppen och klass 7 d på Stigslundsskolan var först på plats. Utställningen ”Antisemitism” går tillbaka mycket långt i tiden. Redan under den romerska tiden var judarna utsatta för förföljelse, då för att de trodde ”endast” på en gud./.../Och det är tidsperspektivet på antisemitismen som för utställningen intressant. – Man har ju känt till lite grann, berättar Sofie Forsling från klass 7 d. – Men att det började så här tidigt visste vi inte. På en video får eleverna först se en film bland annat om Hitlers fasor i nazi-Tyskland. Ett skrämmande dokument som inte lämnar någon oberörd. Eleverna sitter knäpp tysta under filmvisningen./.../– Det är bra för eleverna att komma utanför klassrummet och se sådana här utställningar, säger Inger Lundkvist som är lärare på Stigslundskolan. – När vi kommer ”hem” till skolan igen kommer vi att diskutera vad vi sett./.../
Skaraborgs Läns Allehanda, 1992-05-29:
Som ett inlägg i debatten om rasism har Riksutställningar tagit fram en utställning om antisemitism. – Alla de stora katastroferna i judarnas historia har föregåtts av lömsk propaganda, säger professor Jörgen Weibull. Antisemitism, eller judefientlighet, är inget nytt under solen. Hitlers massutrotning var bara kulmen på 1 500 år av förföljelse i Europa. Inte heller dog antisemitismen med Hitlers och nazismens nederlag. Det visar Riksutställningars ”Antisemitism – en historisk skildring i ord och bild”. En utställning som under några år ska turnéra landet runt på skolor och bibliotek. Det hela bygger på den succéartade utställning som gjordes i höstas på Kulturhuset i Stockholm. Den drog en stor publik och intresset i massmedia var stort. Utställningen bygger på bilder, ända från den romerska tiden fram till modern tid. Här finns exempel på judefientliga predikningar från kyrkofäder som Augustinus, som menade att judarna skulle förnedras för att kyrkan skulle vinna i skönhet. Parallellerna mellan Hitlers judehets och romarrikets är slående. Till exempel finns Codex Justinianus återgiven, en lag som romarna skapade för att degradera judarna till en andra klassens medborgare./.../Där finns bland annat lagen om att ”sexuellt umgänge mellan judar och kristna är förbjudet”. Precis samma lag antog Hitler i de så kallade Nürnberglagarna 1935. – Judarna har fått stå som syndabock för allt ont/.../– Därför är det viktigt att i tid ropa vakt i gevär. Glömskan får inte tjäna som ursäkt för utbrott av nya förföljelser. En katastrof för judarna får inte ske. Därför måste vi minnas och påminnas om vad som varit, menar Weibull./.../
Bergslagsposten, 1992-12-01:
En utställning om antisemitism från romersk och urkristen tid till våra dagar finns under hela december i Brunnsviks folkhögskola. Utställningen är producerad av Anne Frank-stiftelsen i Amsterdam varför skärmarna har nederländsk, engelsk och svensk text. Riksutställningar, som distribuerar utställningen i Sverige, har gjort en svensk del som börjar på Heliga Birgittas tid och sträcker sig fram till idag./.../Antisemitismen – en skildring i ord och bild är ett välgjort och skakande dokument om judeförföljelsen sedan århundraden. På utställningsskärmarna kan man följa antisemitismens förändring från att ha varit en religionsfråga under medeltiden till att bli en politisk fråga på 1800-talet och en rasbiologisk fråga under andra världskriget./.../Både den ursprungligen holländska delen som den svenska bygger på bilder med kommentarer. De äldsta illustrationerna är fotografier av målningar, mosaiker, fresker, relieffer med mera. De moderna illustrationerna är nidbilder ur tidningar och även vanliga fotografier av platser och företeelser. I den svenska delens första skärm visas en bild av Heliga Birgitta och bredvid berättas en av hennes uppenbarelser. Hon beskriver hur hon ser ”min herre naken och hudflängd ledas av judarna till att korsfästas, och då bevakade judarna honom granneligen”. Längst ned på skärmen finns följande kommentar: Myten om att judarna korsfäste Jesus är grunden till det kristna judehatet. Än idag finns det många som inte vet om att det i själva verket var romarna som avrättade Kristus./.../

## Ekonomi
Den totala kostnaden för att ta fram vandringsutställningen Antisemitism beräknades i december 1991 till 81 000 kronor. De totala produktionskostnaderna uppgick, enligt beräkningen, till 55 000 kronor och totalkostnaden för distribution till 26 000 kronor, enligt samma beräkning.
För att få visa vandringsutställningen Antisemitism betalade den lokala utställaren 1 500 kronor per påbörjad tvåveckorsperiod. Den lokala utställaren såg dessutom till att ordna och bekosta frakten till nästa ort i turnén.
Vandringsutställningen Antisemitism försäkrades till ett utställningsvärde av 10 000 kronor.